# Matija Murko
Matija Murko, conosciuto anche come Mathias Murko (Drstela, 10 febbraio 1861 – Praga, 11 febbraio 1952), è stato un filologo, linguista e slavista sloveno, conosciuto principalmente per il suo lavoro sulle tradizioni epiche orali in Serbia, Bosnia e Croazia.

## Biografia
Nacque il 10 febbraio 1861 a Drstela, nella Bassa Stiria, allora parte dell'impero austro-ungarico e attualmente della Slovenia, battezzato come Mathias Murko.
Frequentò la scuola superiore a Ptuj e Maribor. Studiò filologia slava e germanica all'Università di Vienna, tra il 1880 e il 1886, dove fu un pupillo dell'accademico Franc Miklošič; dopo la laurea, proseguì i suoi studi a Mosca. Dal 1897 al 1902 insegnò all'Università di Vienna, mentre dal 1902 al 1917 tenne la cattedra di filologia slava all'Università di Graz, e nel 1917 passò a quella di Lipsia. Dal 1920 al 1931 insegnò all'Università Carolina di Praga, dove visse per il resto della sua vita; durante questo periodo fondò presso l'Università Carolina l'Istituto slavo, che diresse fino al 1941.
Morì l'11 febbraio 1952, a 91 anni.
Murko ebbe un'intensa vita sociale e fu amico personale di personaggi come Ivan Hribar, Tomáš Garrigue Masaryk e Karel Kramář. Durante la sua vita, fu membro di numerose accademie delle scienze in tutta Europa, specialmente nei Paesi slavi: in particolare delle accademie delle scienze jugoslava, serba, ceca, sovietica, bulgara, polacca e slovena. Ricevette, inoltre, una laurea honoris causa dall'Università Carolina di Praga nel 1909 e una dall'Università di Lubiana nel 1951.

## Lavoro e influenza

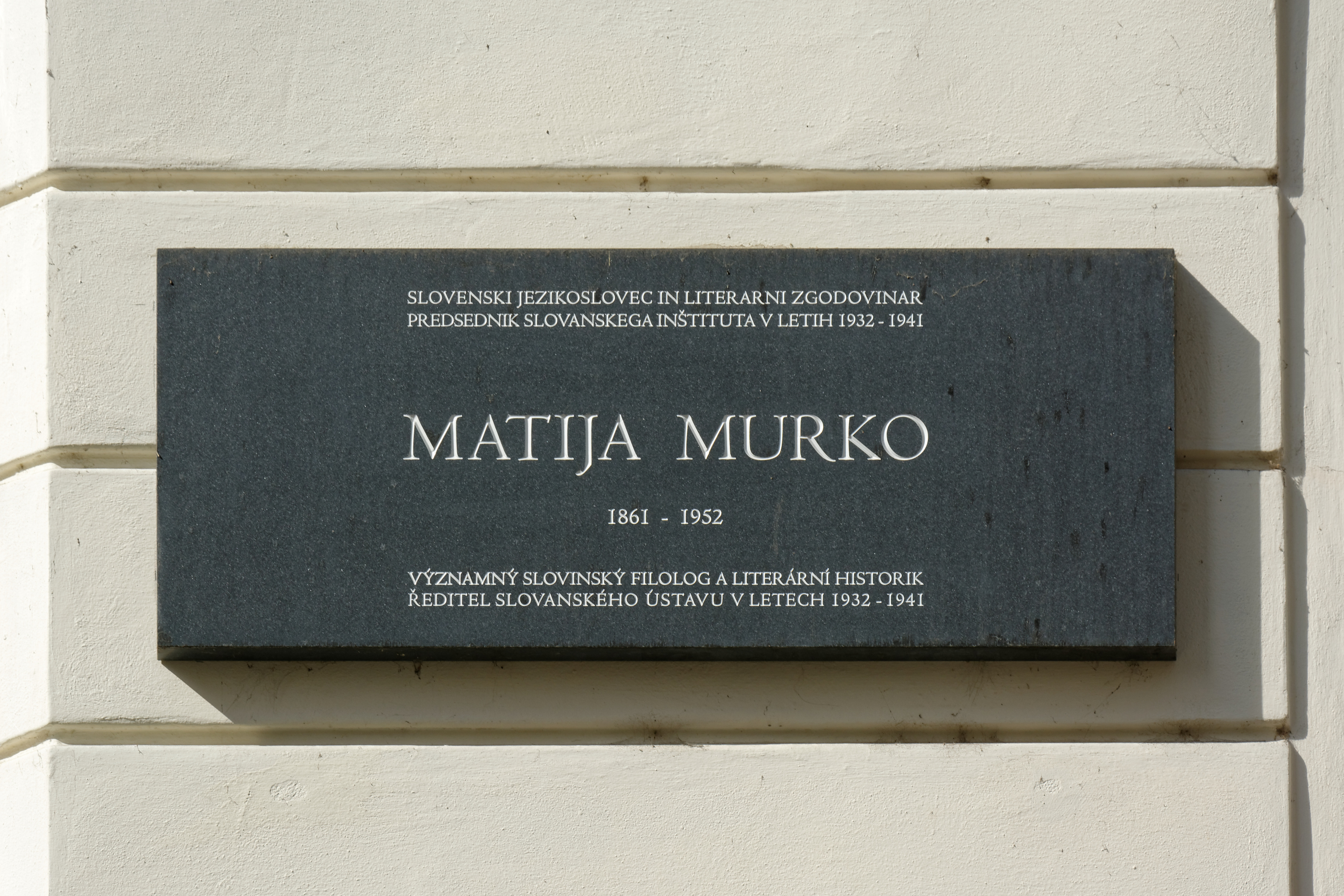
Targa in onore di Matija Murko a Praga, Valentinská 1.

Murko si formò secondo lo stile positivistico della filologia. Pubblicò diversi lavori scientifici nel campo dell'etnologia, della storia culturale e letteraria. Influenzato dallo storico Karl Lamprecht, Murko pubblicò il libro Geschichte der älteren südslawischen litteraturen ("Storia delle antiche letterature slave meridionali", Lipsia, 1908), in cui presentava le letterature slave più antiche come un riflesso della vita culturale e sociale collettiva di quelle popolazioni. Scrisse anche sulla storia della letteratura slovena, in particolare su Prešeren e autori protestanti del XVI secolo, come Primož Trubar, Jurij Dalmatin e Sebastijan Krelj.
Dal momento che Murko pubblicò principalmente in tedesco e francese, il suo lavoro era poco noto agli studiosi che non avevano familiarità con queste lingue, ma ebbe un'influenza importante su Milman Parry, che stava studiando per il suo dottorato alla Sorbona di Parigi sotto Antoine Meillet, nel momento in cui l'opera principale di Murko apparve in francese. Tra il 1933 e il 1935, infatti, Perry, insieme al suo assistente Albert Lord, con una serie di viaggi in Jugoslavia, proseguì il lavoro iniziato da Murko di registrazione, trascrizione e studio dei canti orali improvvisati dei bardi, che ancora esistevano in Jugoslavia, simili a quelli dell'antica Grecia; questi studi contribuirono in modo determinante allo sviluppo da parte di Parry della teoria dell'oralità.
Il suo lavoro è stato elogiato dal famoso critico austriaco Hermann Bahr, che lo considerò uno dei migliori esempi di stile nella prosa scientifica contemporanea. Murko ha anche influenzato lo sviluppo della moderna storia letteraria slovena, in particolare Fran Ilešič, Ivan Prijatelj e France Kidrič.

## Opere
- Die Geschichte von den sieben Weisen bei den Slaven, Vienna, 1890.
- Ján Kollár, Lubiana, Slovenska matica, 1894.
- Deutsche Einflüsse auf die Anfänge der böhmischen Romantik ("Influenze tedesche sugli inizi del Romanticismo boemo"), Graz, 1897.
- Zur Geschichte des volkstümlichen Hauses bei den Südslaven ("Sulla storia della casa popolare tra gli slavi del sud"), in "Mitteilungen der Anthropologischen Gesellschaft", vol. 35-36, Vienna, 1906.
- Die südslavischen Literaturen: die Kultur der Gegenwart ("Le letterature slave meridionali: la cultura del presente"), Stoccarda, 1908.
- Geschichte der ältern südslawischen Literaturen ("Storia delle antiche letterature slave meridionali"), Lipsia, 1908.
- Das Grab als Tisch, in "Wörter und Sachen", vol 30, n. 11, 1910.
- Die Bedeutung der Reformation und Gegenreformation für das geistlige Leben der Südslaven ("L'importanza della riforma protestante e della controriforma nella storia spirituale degli slavi del sud"), Praga, Slavia, 1925; Heidelberg, 1926.
- La poésie populaire épique en Yougoslavie au début du XXe siècle ("La poesia epica popolare in Jugoslavia all'inizio del XX secolo"), Parigi, Champion, 1929.
- Tragom srpskohrvatske epike ("Sulle orme dell'epica popolare serbocroata"), Zagabria, 1951.
- Izbrano delo ("Opere scelte"), a cura di Anton Slodnjak, Lubiana, 1962.